# Phascolion cirratum
Phascolion cirratum är en stjärnmaskart som beskrevs av Murina 1968. Phascolion cirratum ingår i släktet Phascolion och familjen Phascoliidae. Inga underarter finns listade i Catalogue of Life.